# 天野恵
天野 恵（あまの けい、1952年5月1日 - ）はイタリア文学・文化研究者、京都大学名誉教授。

## 略歴
京都大学文学部編入学、1976年イタリア文学科卒、1985年同大学院文学研究科博士後期課程単位取得満期退学、京都大学文学部助手、1988年山陽学園短期大学助教授、96年山陽学園大学助教授、1999年京都大学文学研究科イタリア文学科助教授、2007年准教授、2010年教授。2018年に退官し、名誉教授。イタリア学会会長（2010年度ー2013年度）、公益財団法人日本イタリア会館理事長。

## 研究テーマ
1. アリオスト
2. マンゾーニ

## 著作
- 共著『イタリアの詩歌 音楽的な詩、詩的な音楽』鈴木信吾、森田学（三修社、2010年）

### 翻訳
- バルダッサルレ・カスティリオーネ 『宮廷人』（清水純一、岩倉具忠共訳、東海大学出版会、1987年）、原文を併録
- ニッコロ・マキャヴェッリ『全集 4 「叙事詩・風刺詩篇 イタリア十年史」』（筑摩書房、1999年）
- ヴェスパシアーノ・ダ・ビスティッチ『ルネサンスを彩った人びと』（岩倉具忠、岩倉翔子共訳、臨川書店、2000年）
- 『原典イタリア・ルネサンス人文主義』（池上俊一、深草真由子ほか共訳、名古屋大学出版会、2010年）

## 学術論文
- 「オルランド・フリオーソ第37歌をめぐって」、『イタリア学会誌』、1986年
- 「アリオストの火器批判」、『イタリア学会誌』、1991年
- 「オルランド・フリオーソ第33歌、フランス軍敗退史をめぐって」、『イタリア学会誌』、1994年
- 「アリオストの1532年1月15日付マントヴァ公宛書簡」、『イタリア学会誌』、1998年
- 「C版『フリオーソ』出版直前の改変」、『イタリア学会誌』、1999年
- 「ルネサンスの人々 5 ボルソ・デステとその時代(1)」、『イタリアーナ』、1993年
- 「ルネサンスの人々 6 ボルソ・デステとその時代(2)」、『イタリアーナ』、1995年
- 「ルネサンスの人々 7 ボルソ・デステとその時代(3)」、『イタリアーナ』、1997年
- 「ルネサンスの人々 8 ボルソ・デステとその時代(4)」、『イタリアーナ』、1998年
- 「ルネサンスの人々 9 ボルソ・デステとその時代(5)」、『イタリアーナ』、2000年